# 濠河

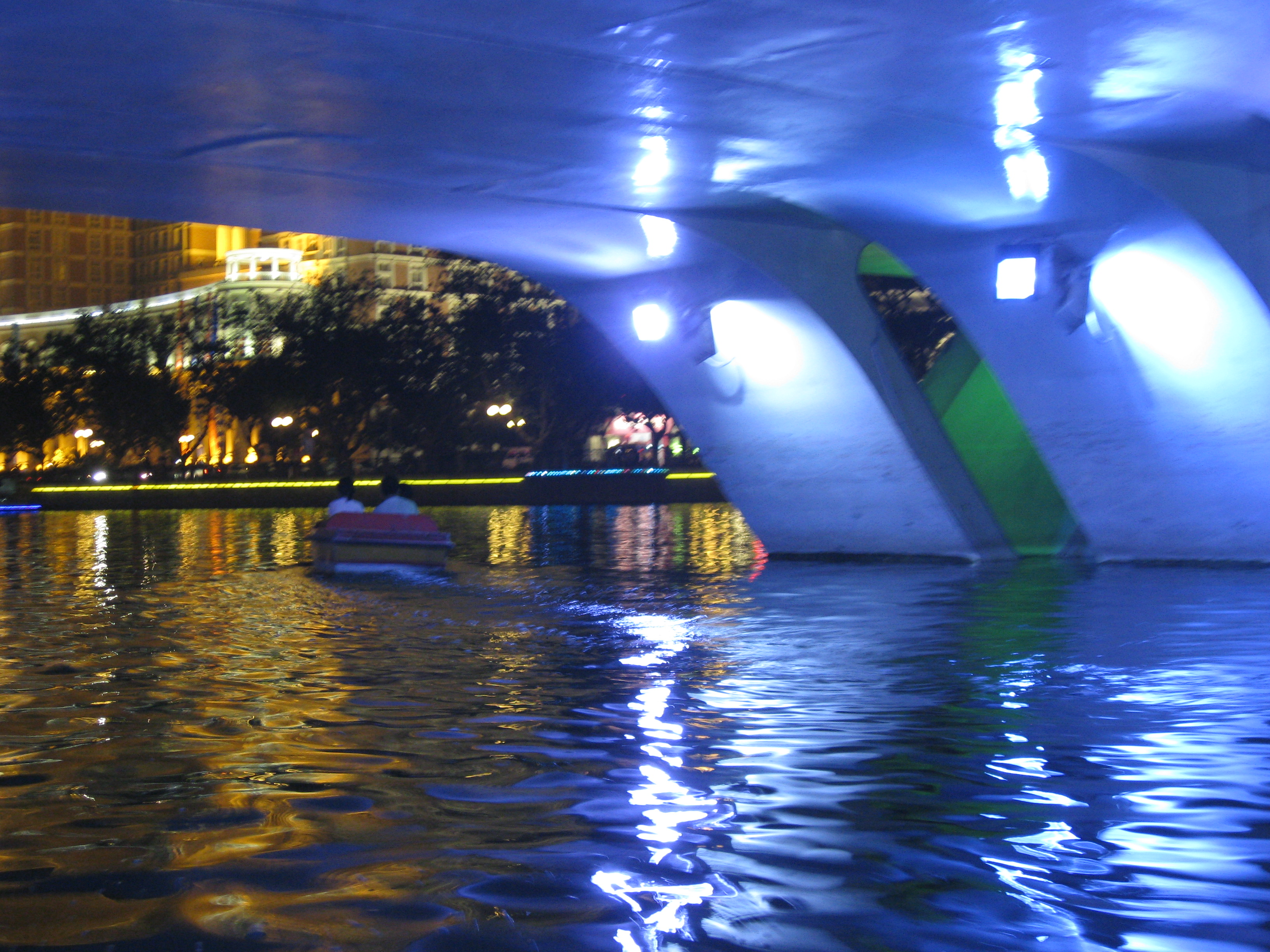
濠河夜景

濠河是中國江苏省南通市区老城区的护城河，沿线风景优美。被稱作是南通城的「翡翠项链」。现为国家5A级旅游风景名胜区。
南通的護城河歷史悠久，史載在后周显德五年（公元958年）即築有護城河，是中國目前保留最完整的古护城河之一。濠河兩岸有江鸥、野鸭、鱼鹰等生物棲息，此外附近有光孝塔、天宁寺、北极阁、文峰塔、南通博物苑等名勝及张謇、李方膺、赵丹等人的故居。